# 캐시 스틸
캐시 스틸(Cassie Steele, 1989년 12월 2일 ~ )은 캐나다의 배우, 싱어송라이터이다.

## 출연 작품

### 텔레비전
- 데그라시: 더 넥스트 제너레이션 (2001-10) - 매니 샌토스 역
- L.A. 콤플렉스 (2012) - 에비 바가스 역

## 음반 목록

### 정규 앨범
- How Much for Happy (2005)
- Destructo Doll (2009)

### EP
- Shifty (2012)
- Patterns (2014)